# خط آتش (فیلم ۱۹۷۳)
خط آتش (به هندی: Agni Rekha) فیلمی هندی محصول سال ۱۹۷۳ و به کارگردانی ماهش کائول است. در این فیلم بازیگرانی همچون بیندو، سانجیو کومار، دورگا کوته، آسرانی و شاردا ایفای نقش کرده‌اند.